# گیدئون اریکسون
گیدئون اریکسون (انگلیسی: Gideon Ericsson; ۲ مارس ۱۸۷۱ – ۲۷ ژانویهٔ ۱۹۳۶) ورزشکار ورزش تیراندازی اهل سوئد بود.
وی در مسابقات کشوری و بین‌المللی در مجموع برندهٔ ۱ مدال برنز شده‌است.